# Hewitt (Teksas)
Hewitt je grad u američkoj saveznoj državi Teksas. Prema popisu stanovništva iz 2010. u njemu je živjelo 13.549 stanovnika.